# HD 97501
HD 97501，又名BD+41 2170，SAO 43649、HR 4351，是一颗恒星，视星等为6.33，位于銀經171.83，銀緯65.55，其B1900.0坐标为赤經11h 8m 7.8s，赤緯+41° 65.55′ 57″。